# Aphonopelma iviei
Aphonopelma iviei là một loài nhện trong họ Theraphosidae.
Loài này thuộc chi Aphonopelma. Aphonopelma iviei được miêu tả năm 1995 bởi Smith.